# Elysius jacca
Elysius jacca är en fjärilsart som beskrevs av Druce 1897. Elysius jacca ingår i släktet Elysius och familjen björnspinnare. Inga underarter finns listade i Catalogue of Life.